# Castello di Dunluce
Il castello di Dunluce (Dunluce Castle in inglese, Dún Libhse in gaelico) è un maniero in rovina sulle scogliere della costa settentrionale dell'Antrim, in Irlanda del Nord. È stato edificato su una superficie basaltica a picco sul mare, non lontano dalle cittadine di Portballintrae e Portrush. Il castello è protetto dalla Northern Ireland Environment Agency, un'agenzia pubblica che si occupa della difesa e conservazione dei beni artistici e ambientali nordirlandesi.

## Storia

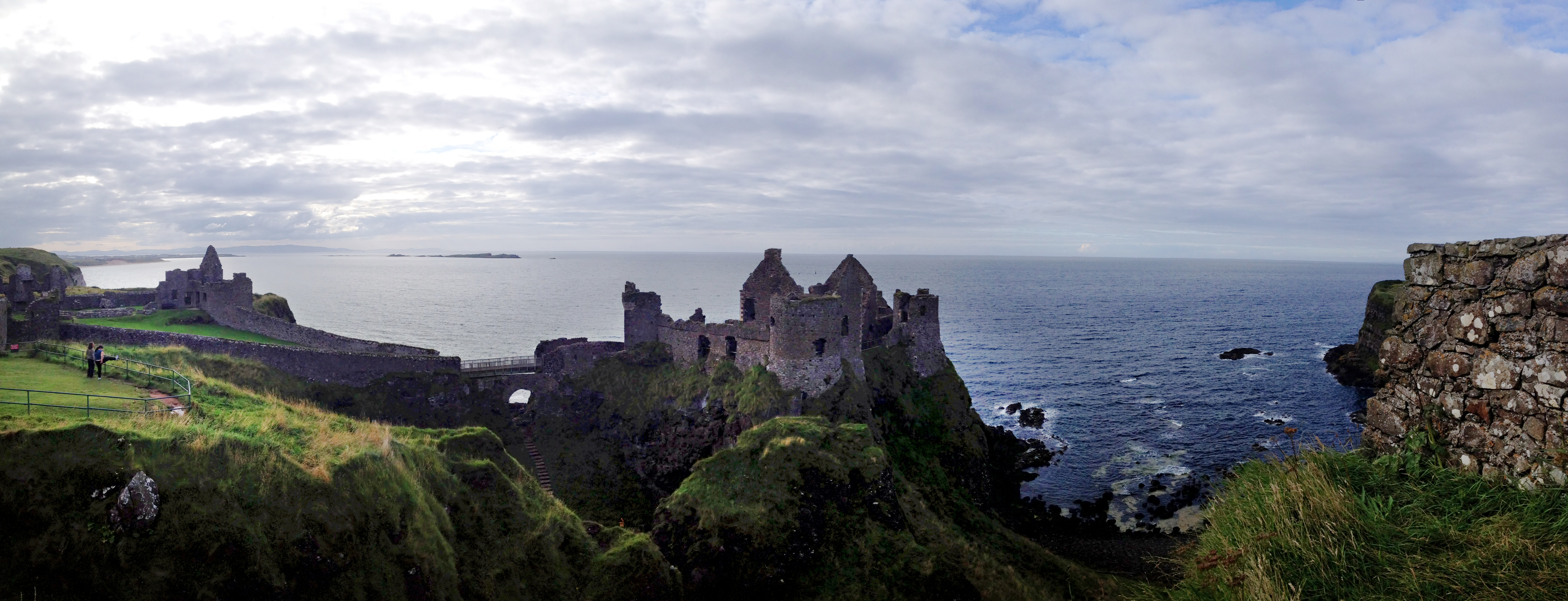
Una panoramica delle rovine del castello di Dunluce.

Nel XIII secolo Richard Óg de Burgh, secondo conte dell'Ulster, fece costruire il primo castello a Dunluce. Si trattava semplicemente di due torri di 9 metri di diametro.
Verso la fine del XIII secolo, la famiglia McQuillan prese il controllo dell'area di Dunluce e del castello fino a che, dopo aver perso due grandi battaglie contro il clan dei MacDonald, cedettero a questi ultimi il controllo della regione.
In seguito il castello di Dunluce divenne la dimora del capo del clan dei MacDonnell di Antrim alleatosi con una nuova stirpe di MacDonald proveniente da Dunnyveg, in Scozia. Nel 1584, con la morte di James MacDonald, sesto capo del clan MacDonald di Antrim e Dunnyveg, la vallate di Antrim vennero occupate da Sorley Boy MacDonnell, uno dei suoi fratelli minori. Sorley Boy si impadronì del castello e lo ristrutturò in base al tipico stile scozzese. Tra le altre cose, Sorley Boy giurò fedeltà alla regina Elisabetta I, e ciò permetterà a suo figlio Randal di essere nominato poi primo conte di Antrim dal re Giacomo I.
Quattro anni dopo, il galeone Girona della marina spagnola affondò a causa di una tempesta nelle acque davanti al castello. I MacDonnell si impadronirono del cannone dell'imbarcazione e vendettero il carico recuperato dal mare per pagare la ristrutturazione del castello.
Dunluce sarà la dimora dei conti di Antrim fino all'impoverimento della famiglia MacDonnell, che raggiunse il suo culmine nel 1690, come conseguenza della battaglia del Boyne. Durante il dominio dei MacDonnell, parte della cucina del castello collassò in mare. Secondo una leggenda, solo uno sguattero presente nella stanza sopravvisse all'incidente, in quanto l'angolo della stanza in cui era seduto fu l'unico a non crollare in acqua. La moglie del proprietario si rifiutò di vivere ancora nella struttura e da quel momento il castello fu abbandonato e molte sue parti vennero saccheggiate per poter costruire altri edifici nelle vicinanze.

## Nella cultura di massa
- Nel 1973 il castello di Dunluce apparve nel booklet dell'album Houses of the Holy dei Led Zeppelin.
- Compare sulla copertina dell'album Glasgow Friday del musicista statunitense Jandek.
- Nel film The Medallion (2003) il castello viene mostrato come dimora segreta del principale antagonista
- George Millar ha scritto un brano intitolato proprio Dunluce Castle.
- La versione in cassetta e CD dell'album di Gary Moore After the War (1989) presenta nella lista tracce un brano strumentale intitolato Dunluce.
- Molti autori credono che il castello sia stata ispirazione per Cair Paravel, la capitale del Regno di Narnia.